# 19 août 1966
Le vendredi 19 août 1966 est le 231e jour de l'année 1966.

## Naissances
- Avner Bernheimer, scénariste et écrivain israélien
- Benoît Séverac, écrivain français de roman policier et nouvelliste
- Catherine École-Boivin, biographe et romancière française
- Frédéric Darras (mort le 27 octobre 2010), footballeur français
- Lee Ann Womack, chanteuse américaine de musique country
- Lene Bidstrup, joueuse danoise de curling
- Lilian García, chanteuse américaine
- Luce Dufault, artiste de variété
- Mauricio Santamaría, économiste et homme politique colombien
- Róbert Szelepcsényi, scientifique slovaque d'origine hongroise
- Saša Dujović, homme politique serbe
- Shelby Cannon, joueur de tennis américain
- Wilco Zeelenberg, pilote de vitesse moto néerlandais

## Décès
- Fritz Bleyl (né le 8 octobre 1880), artiste allemand
- Tajar Zavalani (né le 15 août 1903), historien, traducteur et journaliste albanais

## Événements
- Découverte de l'astéroïde (1789) Dobrovolski
- Sortie du film scandinave La Faim